# Nesocordulia mascarenica
Nesocordulia mascarenica är en trollsländeart som beskrevs av Fraser 1948. Nesocordulia mascarenica ingår i släktet Nesocordulia och familjen skimmertrollsländor. Inga underarter finns listade i Catalogue of Life.